# Stonewallupproret
För sydstatsgeneralen med smeknamnet "Stonewall", se Stonewall Jackson, för orten, se Stonewall, Texas

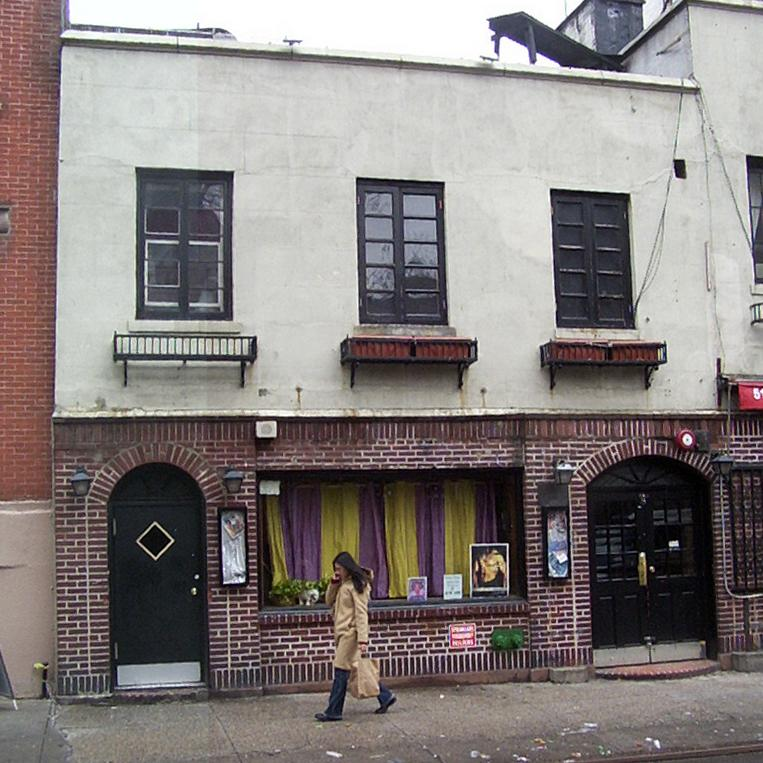
Stonewall Inn

Stonewallupproret (även Stonewallrevolten) var en serie våldsamma demonstrationer 1969 mot en polisrazzia som företogs mot homosexuella och transpersoner på baren Stonewall Inn i New York. Upproret spred sig snart till större delar av gayrörelsen i Greenwich Village.

## Stonewall Inn
Stone Wall Inn låg på Christopher Street 51–53 i Greenwich Village i New York. Från början låg på adressen två angränsande tvåvåningshus byggda 1843 respektive 1846. År 1930 renoverades husen och de byggdes samman till en enda lokal där en restaurang öppnades. På 1950-talet bytte lokalen ägare och namn till Stonewall Inn Restaurant. Restaurangen höll öppet fram till 1966 då den stängde på grund av att den var i så dåligt skick att den var tvungen att genomgå omfattande reparationer. När Stonewall Inn återigen öppnades året därpå, 1967, hade markanta ändringar gjorts. Den tidigare restaurangen hade blivit en klubb. Det nyöppnade Stonewall Inn hade bar och dansgolv och drog genast till sig ett nytt klientel. Liksom flertalet liknade inrättningar i Greenwich Village vid den här tiden attraherade klubben homosexuella, bisexuella och transpersoner. Inom kort blev Stonewall Inn mycket känt inom HBTQ-kretsar. Klubben ansågs dock inte vara ett särskilt bra ställe. Enligt personer som var delaktiga vid Stonewall var klubben smutsig, drinkarna blandades ut med vatten och den var driven av maffian.

## Dåtidens syn på homosexualitet
Under 1960-talet var det vanligt att den amerikanska polisen trakasserade homosexuella. Kvinnor klädda i alltför manliga kläder kunde arresteras för crossdressing. Razzior mot gaytäta klubbar och barer var vanliga, ägarna tvingades ofta betala större summor för att slippa stänga ner sin verksamhet och trots detta stängdes många klubbar. Bland de många barer som stängdes kan bland annat the 21 Club, the Blue Pub och the Alameda nämnas. Då gaytäta barer oftare blev utsatta för razzior än andra barer, spreds diskrimineringen, de homo- och transsexuella var inte populära kunder utan avhystes allt oftare med olika motiveringar, ibland nekades de att handla i baren, eller tvingades sitta avskilt med ryggen vänd mot övriga i lokalen.

## Upploppet
Händelserna tog sin början 28 juni 1969. Plötsligt anlände polisen för att utföra en razzia på Stonewall Inn, då man sade sig misstänka brott mot alkohollagen. Detta var inte första gången polis trakasserade gayklubbar i USA, många hade fått stänga för gott, men denna gång gjorde klubbesökarna motstånd genom att kasta mynt på poliserna så de kände sig tvingade att söka skydd, gästerna övergick då till att kasta flaskor istället. Fler och fler människor anslöt sig till demonstrationen och man uppskattar att det var ca 1 000 personer som deltog. Bland dessa fanns bland annat Marsha P. Johnson och Sylvia Rivera. Polisen satte in mer resurser för att skingra folkmassan men lyckades inte. Demonstrationen pågick under flera dagar. Trots att flera vittnen fanns till polisens övergrepp dömdes ingen av dem för något brott.

## Efterföljder
Händelsen brukar anses vara en vändpunkt för gayrörelsens kamp och den homosexuella frigörelsen, eftersom man spontant slöt sig samman och slog tillbaka. Året efter revolten hölls New York Pride till minne av årsdagen efter upproret. Denna Pride är ursprunget till dagens alla prideparader. Den största aktiviströrelse som Stonewallupproret sägs ha lagt grund för är Gay Liberation Front som från början samarbetade med andra liberala aktivister mot alla sorters förtryck. Efter att ha stött på fördomar och homofobi även där startades istället Gay Activist Alliance som kämpade endast för HBT-personers rättigheter. Upploppet följdes av liknade händelser runt om i USA, bland annat Priderörelsen som från början var en protest mot polisvåld mot HBT-personer, men som under 1980-talet blivit mer och mer av en folkfest. 
Stonewallupproret har oftast jämförts med Rosa Parks så kallade bussepisod, då en enda händelse fått stark slagkraft för en hel folkgrupp. Stonewall har även gett namn till en välgörenhetsorganisation som kämpar för homo- och bisexuellas rättigheter, bland annat i adoptionsfrågan.

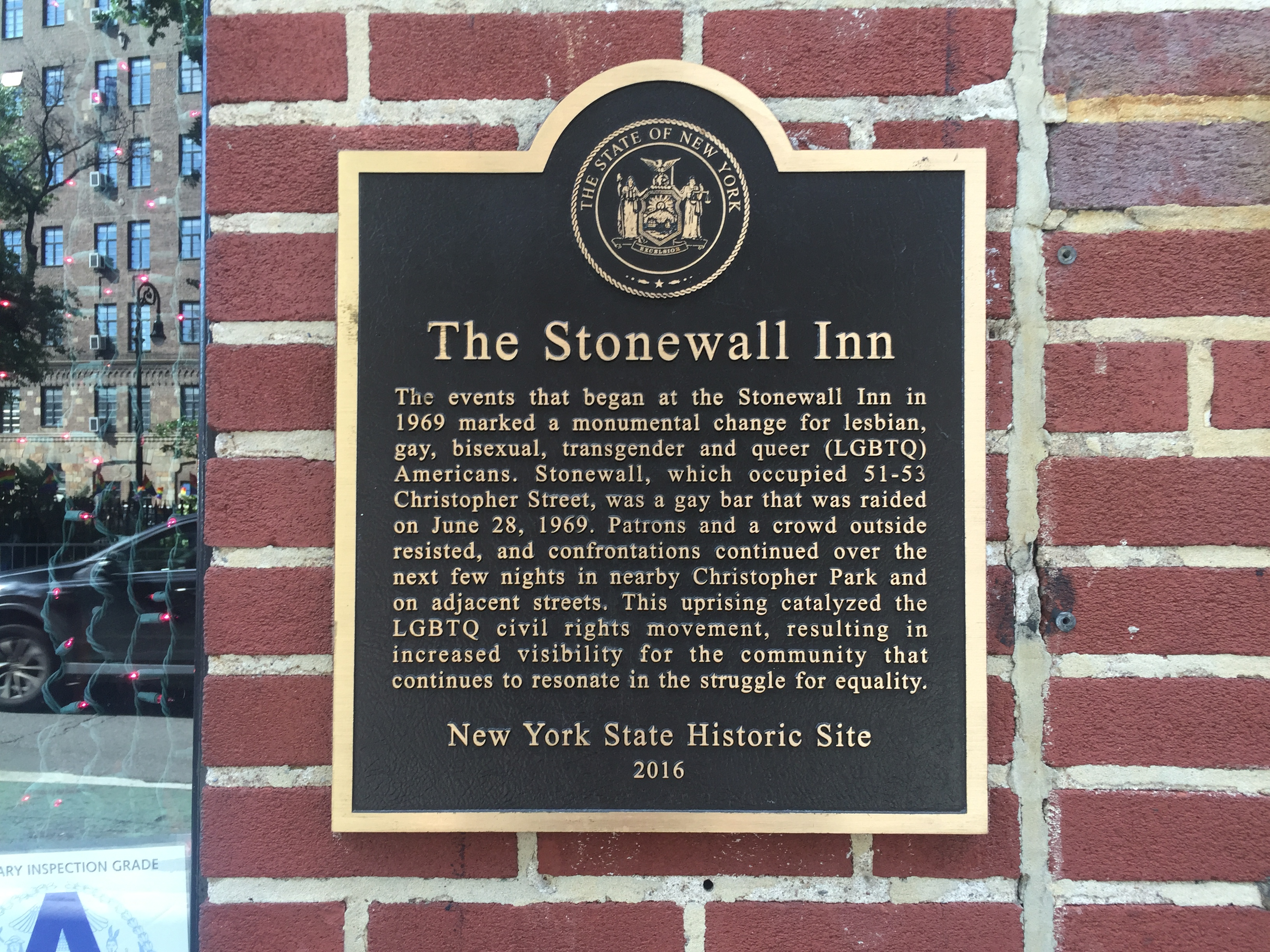
Minnesmärke

1 juni 2009, med anledning av Stonewallupprorets 40-årsjubileum, uttalade sig USA:s president Barack Obama om händelsen som en milstolpe i USA:s historia. Han ville inviga juni 2009 som en officiell HBTQ-pridemånad och uppmanade USA:s befolkning att slå tillbaka mot den diskriminering som ständigt sker i USA.
Den 24 juni 2016 proklamerade Barack Obama platsen där upproret skedde till The Stonewall National Monument. Den är sedan 2000 ett National Historic Landmark (NHL), under National Park Service. Stonewall Inn registrerades redan 1999 i National Register of Historic Places, och var den första platsen med HBTQ-anknytning i hela landet att listas både där och som ett NHL.

## Filmer
- Stonewall (1995), drama
- After Stonewall (1999), dokumentär
- Stonewall Uprising (2010), dokumentär
- Stonewall (2015), drama